# Fantaisie égyptienne
 (juillet 2025).
Pour plus de détails, voir Fiche technique et Distribution.
Fantaisie égyptienne est un film de Georges Méliès sorti en 1903 au début du cinéma muet.